# Shengbao (monnaie)

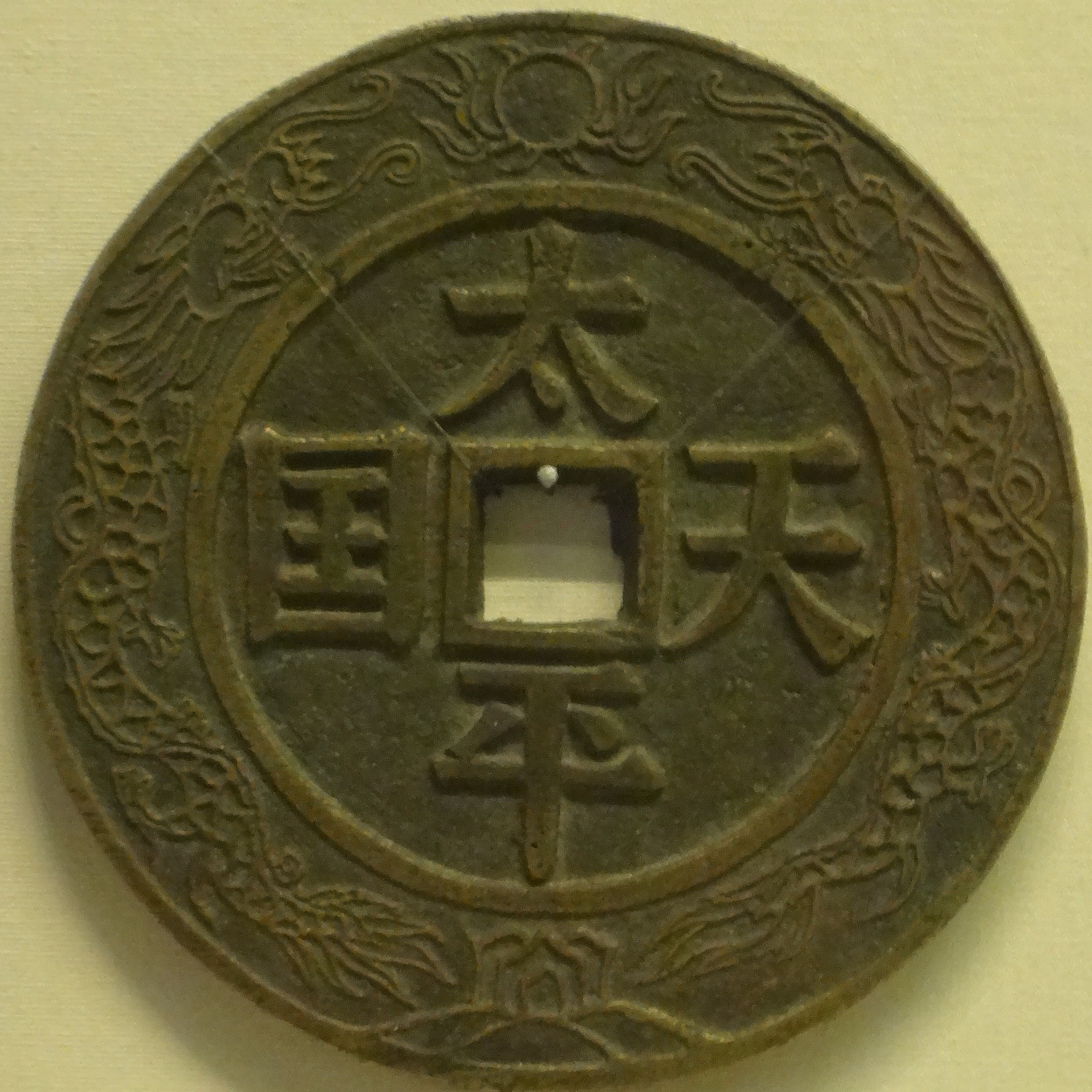
Une pièce de monnaie de protection du coffre -fort du royaume céleste de Taiping.

La monnaie du royaume céleste de Taiping (Chinese  simplifié : Le « trésor sacré »)  se composait de pièces de monnaie chinoises et de papier-monnaie, bien que la rareté du papier-monnaie Taiping survivant suggère que peu de choses ont été produites. Les premières pièces de monnaie du royaume céleste de Taiping ont été émises en 1853 dans la capitale de Tianjing (aujourd'hui Nanjing). Les pièces de monnaie du royaume céleste de Taiping ne doivent pas être confondues avec le Taiping Tongbao (太平通寳) qui a été émis pendant la dynastie des Song du Nord entre les années 976 et 997 , ou avec toute autre monnaie rebelle contemporaine qui porte également une inscription.
La plupart des pièces de monnaie émises par le royaume céleste de Taiping étaient en bronze, une plus petite quantité étant en fer ou en plomb. Les pièces de monnaie de la rébellion de Taiping en or ou en argent sont également connues mais sont extrêmement rares,. La raison pour laquelle les Shengbao ont tendance à être très diversifiés est que le gouvernement central du royaume céleste de Taiping avait autorisé les détenteurs du pouvoir locaux au sein de leur royaume à produire leurs propres pièces de monnaie dans leur juridiction.

## Histoire

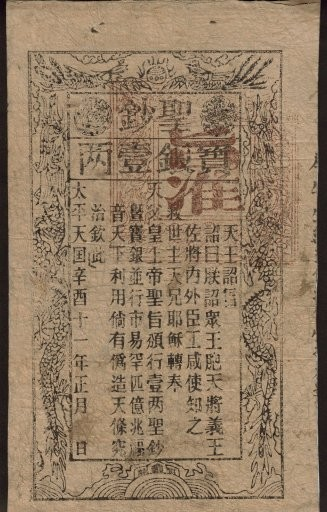
Un billet de banque (ou Shengchao, 聖鈔) de 1 tael émis par le royaume céleste de Taiping.

En 1850, la rébellion de Taiping a été lancée par le chef des adorateurs de Dieu Hong Xiuquan qui a fondé le royaume céleste de Taiping, et cette rébellion a duré jusqu'en 1864. Malgré sa brève existence, le royaume céleste de Taiping est connu pour avoir lancé un certain nombre de pièces de monnaie différentes et leurs variétés. Les dénominations de tous les Shengbao n'étaient pas écrites sur les pièces de monnaie et devaient être déduites de leur poids, ce qui les rendait difficiles à utiliser. Certaines variétés de Shengbao sont extrêmement rares comme une variante du Taiping Shengbao avec l'inscription écrite "太平聖宝" (utilisant le caractère chinois simplifié "宝") au lieu du plus conventionnel "太平聖寶". Cependant, comme les pièces de monnaie de l'époque de la rébellion de Taiping sont très populaires auprès des collectionneurs de pièces, il existe de nombreuses contrefaçons. Il existe également de nombreuses pièces de monnaie "fantastiques" (杜撰), des "copies" frauduleuses de pièces qui n'ont jamais existé .
Bien qu'il existe très peu de documentation sur la monnaie fabriquée par les rebelles de Taiping, on sait qu'en juin 1853, les rebelles occupants de Taiping ont ordonné aux ouvriers du cuivre à Tianjing ayant les compétences nécessaires, de fondre des pièces afin d'ouvrir de nouveaux fours pour la production de pièces de monnaie portant l'inscription Tianguo Shengbao qui auraient été "de la taille des pièces étrangères" ( pesos mexicains ). Ces pièces auraient été de très mauvaise qualité et leur production a été rapidement interrompue et bien qu'aucune pièce correspondant à cette description n'existe, on sait que les rebelles de Taiping en d'autres régions et provinces ont coulé de la monnaie. Le trésor du royaume céleste de Taiping était initialement géré par des prêteurs sur gages du village, comme c'était la coutume dans les zones rurales de la Chine à cette époque.
Les pièces de monnaie avec l'inscription Taiping Tianguo (太平天囯) à l'avers et les caractères chinois Shengbao (聖寶) au revers sont connues pour avoir été coulées avec des inscriptions écrites en « écriture de style période Song » (方體宋子), script régulier (楷書) et Yinqiwen (隱起文), ce dernier faisant référence à un type de pièce de monnaie chinoise qui, de par son processus de fabrication, a des caractères qui affichent une irrégularité dans la hauteur des traits des caractères Hanzi, qui fait que certains traits montent un peu plus haut que d'autres. Parmi les variétés rares de pièces de monnaie Shengbao, on trouve une pièce de monnaie Tianguo Taiping (天囯太平) dont l'inscription est écrite en "écriture de style de la période Song" avec les caractères Shengbao (聖寶) au verso de la pièce écrits à la verticale. position qui est appelée zhí dú (直讀) ou une pièce de monnaie Tianguo Shengbao (天囯聖寶) de la taille d'un "2 wén " (折二) avec les caractères Taiping (太平) écrits de manière verticale sur son revers.
Parmi les types les plus courants de Shengbao, il y a trois types de pièces de monnaie, l'une était un Taiping Tianguo (太平天囯) écrit en écriture régulière qui avait les caractères Shengbao (聖寶) sur leur revers et a été émis dans les dénominations 1 wén (qui étaient connues sous le nom de « Xiaoping », 小平, et pesait 3 grammes), 5 wén (5 grammes), 10 wén (8 grammes), 50 wén (12 grammes) et 100 wén (31 grammes). Ces pièces ont généralement de larges tranches qui étaient parfaitement polies et étaient basées sur la monnaie de l'ère Xianfeng produite à la Monnaie de Suzhou. Le deuxième type de Shengbao commun provient de Hengyang, Hunan. Les pièces sont plus lourdes que le premier type mais ont généralement une quantité inférieure de cuivre dans leur alliage, leurs inscriptions sont écrites en écriture de style de la période Song, ont des tranches moins précisément polies et ont été émises en coupures de 1 wén, 10 wén, 50 wén et 100 wén. Le troisième type était également d'origine hunanaise et portait la même inscription que les pièces susmentionnées écrites en écriture régulière, mais les mots Shengbao (聖寶) étaient écrits horizontalement de droite à gauche autour du trou central carré au verso, les caractères chinois de ces pièces de monnaie ne dépassaient pas de la surface aussi haut que celles des autres types de Shengbao. Ces pièces ont été émises dans les coupures de 1 wén, 10 wén, 50 wén et 100 wén.

## Liste des pièces de monnaie émises par le royaume céleste de Taiping
Les pièces de monnaie suivantes sont connues pour avoir été coulées par le royaume céleste de Taiping :
| Inscription avers (romanisé) | Inscription au revers (romanisé) | Dénominations                | Années de fabrication | Image |
| ---------------------------- | -------------------------------- | ---------------------------- | --------------------- | ----- |
| 天囯 (Tianguo)               | 寳 (Tongbao)                     | 10 jours                     | 1853–1855             |       |
| 天囯 (Tianguo)               | 聖寶 (Shengbao)                  | 10 jours                     | 1856–1860             |       |
| 天囯聖寶 (Tianguo Shengbao)  | 太平 (Taipe)                     | 1 wén                        | 1858–1864             |       |
| 天囯聖寶 (Tianguo Shengbao)  |                                  | 5 ans                        | années 1850           |       |
| 太平天囯 (Taiping Tianguo)   | 聖寶 (Shengbao)                  | 1 wén, 5 wén, 10 wén, 50 wén | 1860–1862             |       |
| 天囯太平 (Tianguo Taiping)   | 聖寶 (Shengbao)                  | 1 wén                        | 1861–1864             |       |
| 太平聖寶 (Taiping Shengbao)  | 天囯 (Tianguo)                   | 1 wén, 5 wén                 | 1861–1864             |       |
| 太平聖宝 (Taiping Shengbao)  | 天囯 (Tianguo)                   |                              | années 1860           |       |
| 太平 (Taipe)                 | 聖寶 (Shengbao)                  |                              | années 1860           |       |

## Pièces de protection de coffre-fort du royaume céleste de Taiping

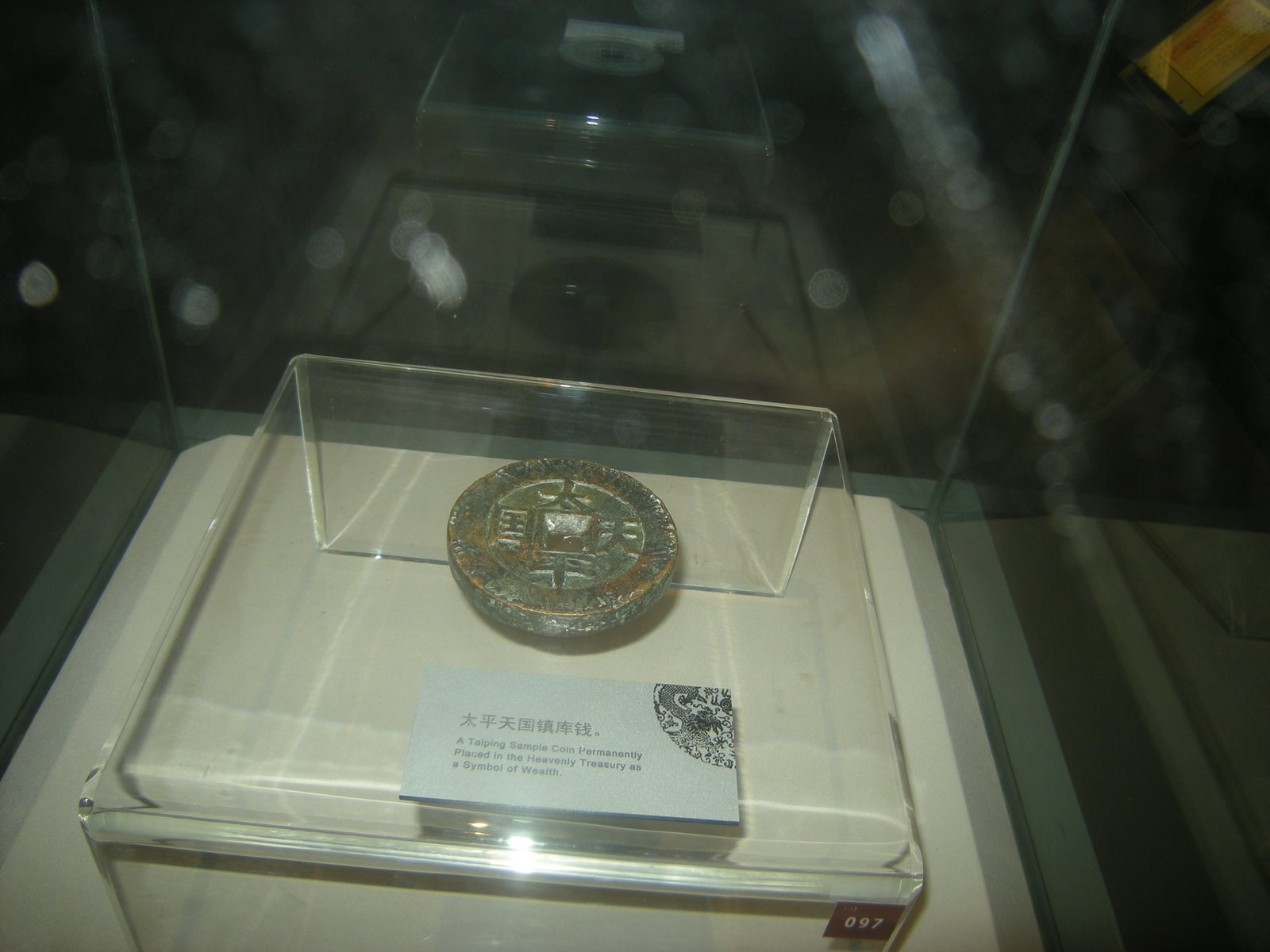
Une pièce de monnaie de protection du coffre-fort du royaume céleste de Taiping exposée au musée d'histoire du royaume céleste de Taiping à Nanjing.

Au cours de la dernière partie de la rébellion de Taiping, le gouvernement du royaume céleste de Taiping a jeté un petit nombre de pièces de protection de coffre -fort avec l'inscription Taiping Tianguo (太平天囯), ces pièces de monnaie mesuraient notamment 7,6 centimètres de diamètre et étaient également très épaisses,. Le verso de ces pièces de protection de coffre-fort contenait les caractères Shengbao (聖寶, "trésor sacré"). Dans son livre "Pièces du royaume céleste de Taiping" (太平天國錢幣), le numismate chinois Ma Dingxiang (馬定祥) note que les pièces de protection du coffre-fort du royaume céleste de Taiping ont été fabriquées à Hangzhou, Hunan et Suzhou . Il n'existe que 5 ou 6 pièces de protection de coffre-fort fabriquées par Taiping Heavenly Kingdom et ces pièces ont toutes tendance à afficher de très légères différences entre elles .
Un spécimen qui faisait auparavant partie de la collection de Ma Dingxiang et vendu aux enchères tenues en 2011 pour un montant de 111 286 $ (690 000 RMB ).

## Spécimens survivants
Pendant le Grand Bond en avant, le président du Parti communiste Mao Zedong avait encouragé chaque commune chinoise et chaque quartier urbain à construire leurs propres Hauts fourneaux ruraux ; cette politique a été proclamée dans le plan quinquennal du parti afin d'accélérer encore le développement économique et industriel de la Chine . Dans les villages, la « ferraille » devait être ramassée pour la construction de ces fours ; cette "ferraille" était souvent collectée à partir d'ustensiles en fer utilisables et d'autres outils en fer . Dans un village chinois, un technicien collectant le fer pour construire le four local a reçu une série de dix à vingt pièces de monnaie en fer du royaume céleste de Taiping à faire fondre pour fabriquer le four; le technicien a pensé que détruire ces pièces de monnaie serait "un gaspillage" et les a cachées dans sa poche et les a secrètement apportées chez lui. Plus tard, ces pièces de monnaie en fer ont été transmises à ses descendants.

## Sources
- (en) David Hartill, Cast Chinese Coins: A Historical Catalogue, Trafford, 2005 (ISBN 978-1-4120-5466-9)